# Junodia amoena
Junodia amoena es una especie de mantis de la familia Hymenopodidae.

## Distribución geográfica
Se encuentra en Etiopía, Kenia, Mozambique y Tanzania.